# Гуфорс (комуна)
Комуна Гуфорс (швед. Hofors kommun) — адміністративно-територіальна одиниця місцевого самоврядування, що розташована в лені Євлеборг.
Гуфорс 200-а за величиною території комуна Швеції. Адміністративний центр комуни — місто Гуфорс.

## Населення
Населення становить 9 535 чоловік (станом на вересень 2012 року).
| Кількість населення комуни Гуфорс за 1970-2010 роки | Кількість населення комуни Гуфорс за 1970-2010 роки | Кількість населення комуни Гуфорс за 1970-2010 роки | Кількість населення комуни Гуфорс за 1970-2010 роки | Кількість населення комуни Гуфорс за 1970-2010 роки |
| --------------------------------------------------- | --------------------------------------------------- | --------------------------------------------------- | --------------------------------------------------- | --------------------------------------------------- |
| Рік                                                 |                                                     |                                                     | Населення                                           |                                                     |
| 1970                                                | 1970                                                |                                                     | 15 615                                              | 15 615                                              |
| 1975                                                | 1975                                                |                                                     | 14 456                                              | 14 456                                              |
| 1980                                                | 1980                                                |                                                     | 13 170                                              | 13 170                                              |
| 1985                                                | 1985                                                |                                                     | 12 368                                              | 12 368                                              |
| 1990                                                | 1990                                                |                                                     | 12 028                                              | 12 028                                              |
| 1995                                                | 1995                                                |                                                     | 11 368                                              | 11 368                                              |
| 2000                                                | 2000                                                |                                                     | 10 624                                              | 10 624                                              |
| 2005                                                | 2005                                                |                                                     | 10 197                                              | 10 197                                              |
| 2010                                                | 2010                                                |                                                     | 9 741                                               | 9 741                                               |
| Джерело: SCB                                        |                                                     |                                                     |                                                     |                                                     |

## Населені пункти
Комуні підпорядковано 2 міські поселення (tätort) та низка сільських, більші з яких:
- Гуфорс (Hofors)
- Турсокер (Torsåker)

## Міста побратими
Комуна підтримує побратимські контакти з такими муніципалітетами:
- Контілагті, Фінляндія
- Фладсо, Данія

## Галерея

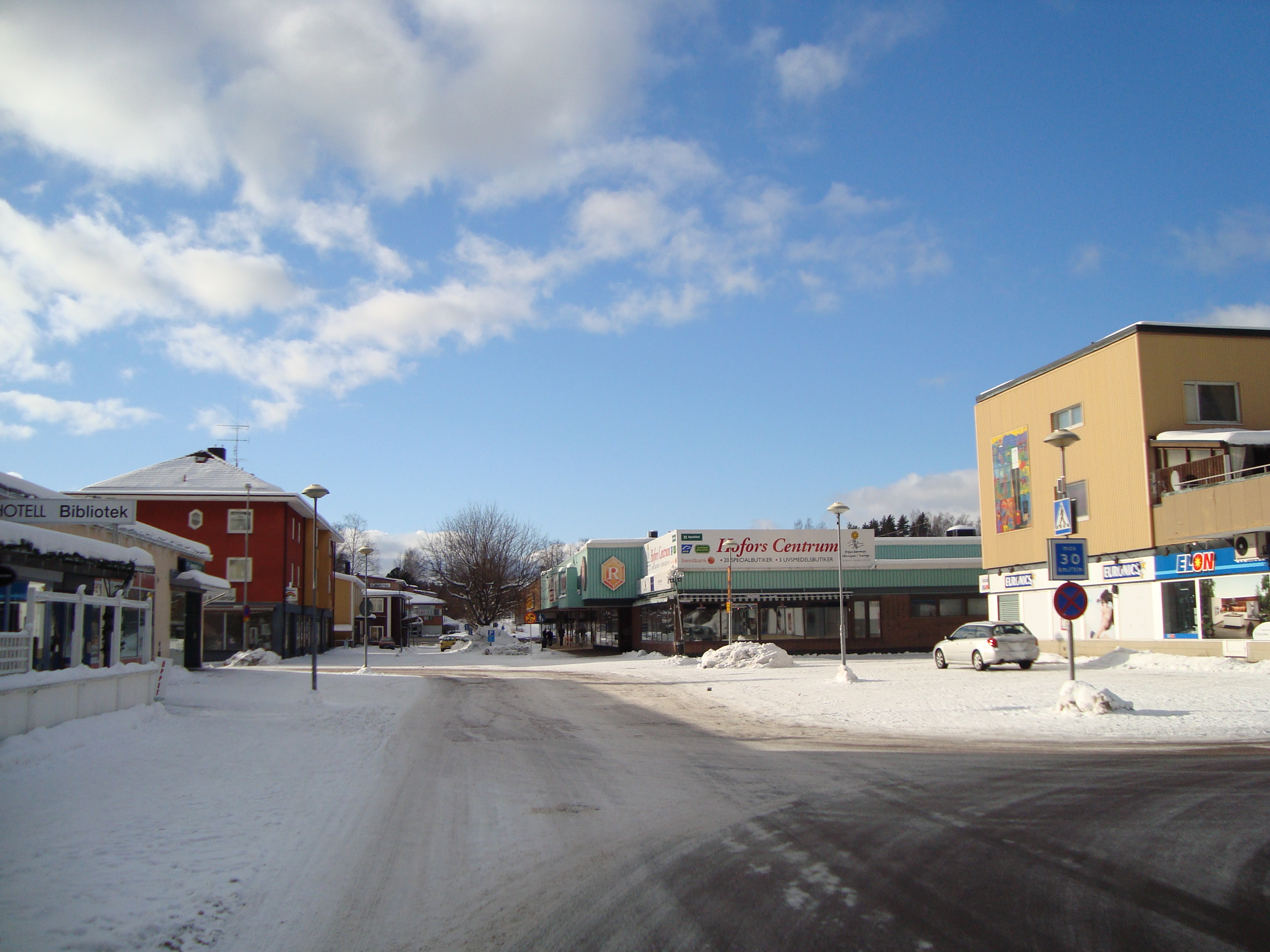
Центр міста Гуфорс
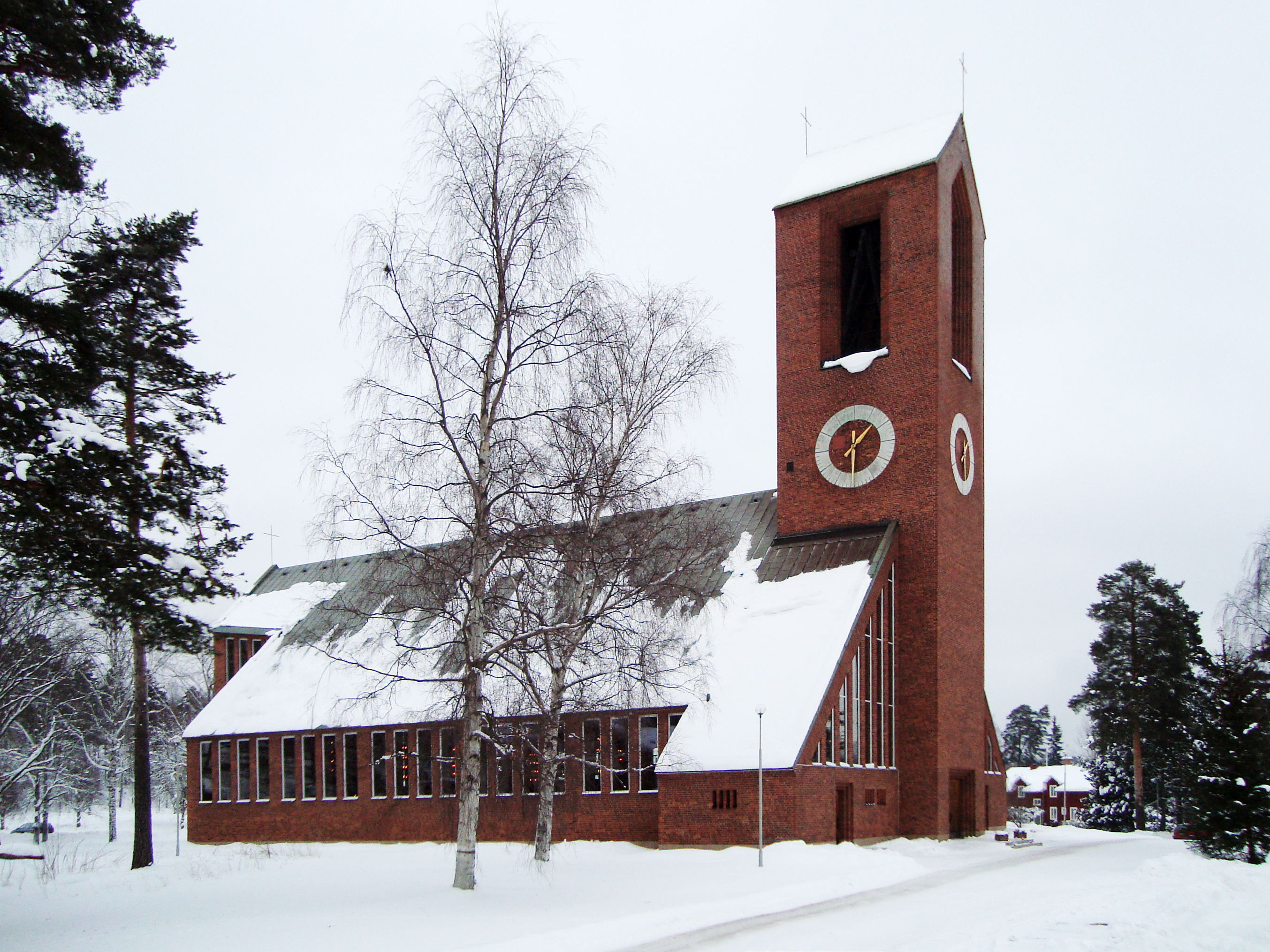
Церква (Гуфорс)
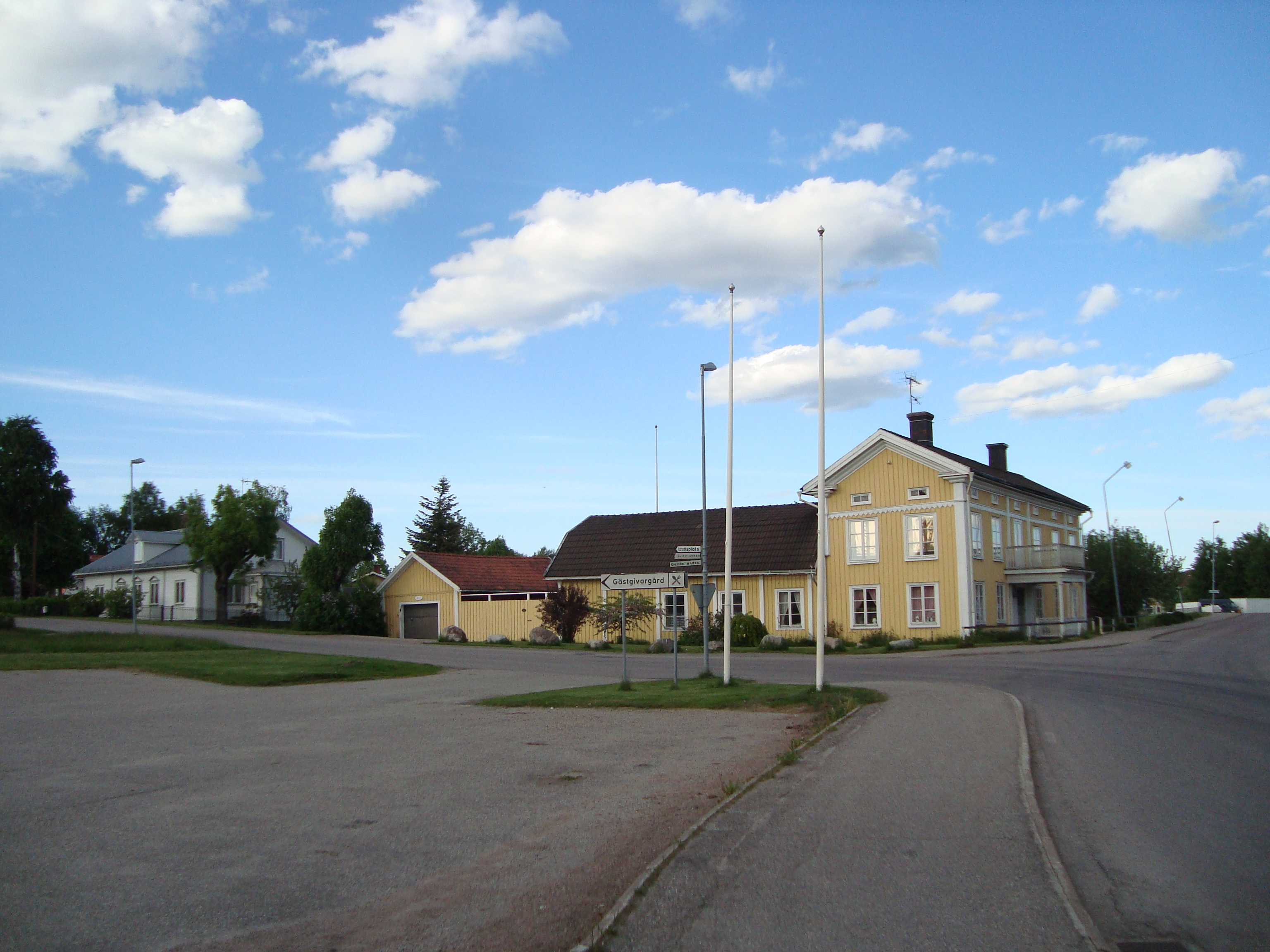
Містечко Турсокер
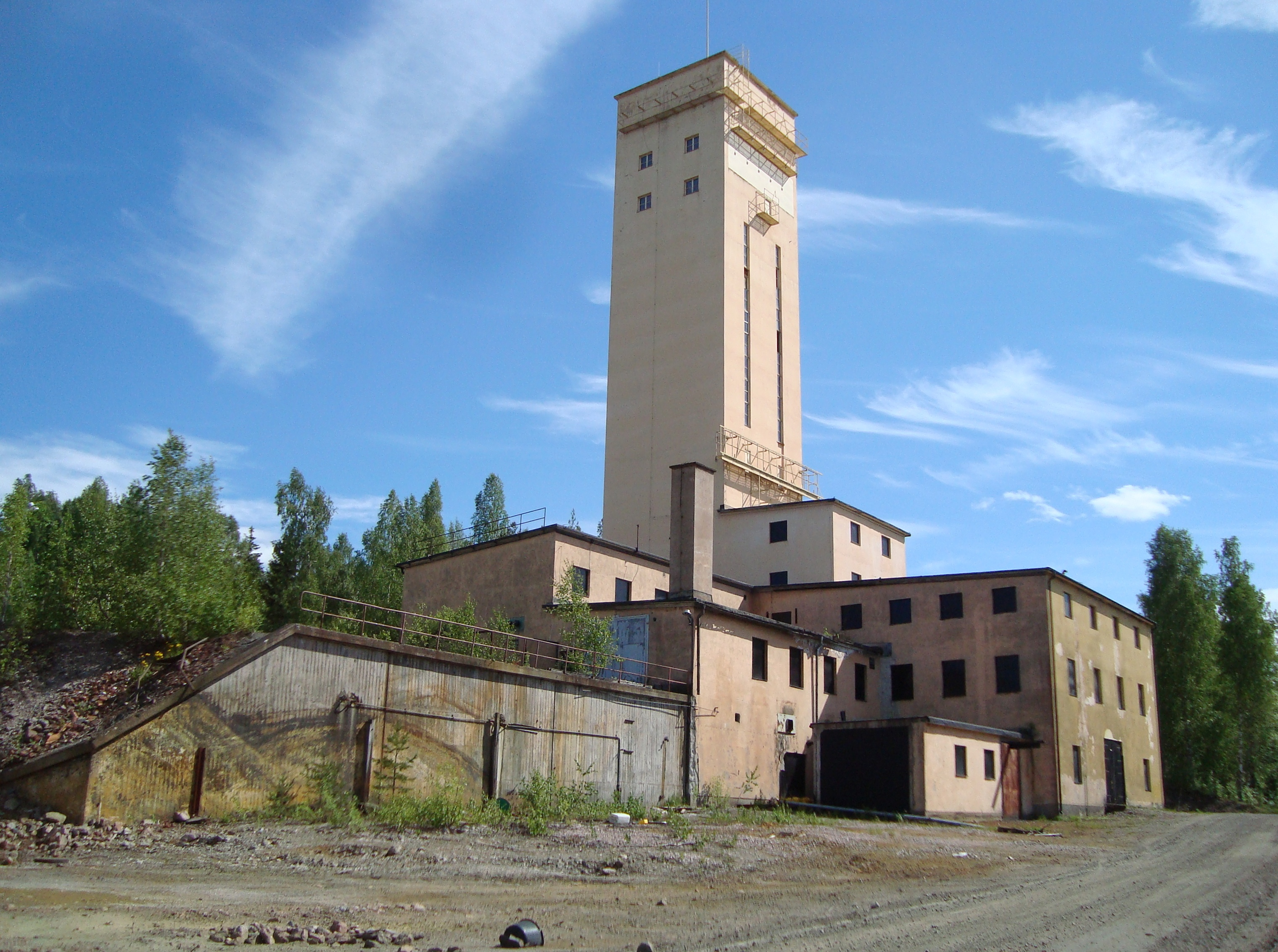
Стара копальня заліза в Будосі